# Calydon globithorax
Calydon globithorax är en skalbaggsart som först beskrevs av Leon Fairmaire och Germain 1861.  Calydon globithorax ingår i släktet Calydon och familjen långhorningar. Inga underarter finns listade.